# Филипповка (Северо-Казахстанская область)
Филипповка (каз. Филипповка) — упразднённое село в Тимирязевском районе Северо-Казахстанской области Казахстана. На момент упразднения входило в состав Ленинского сельсовета. Ликвидировано в 1981 году.

## География
Село располагалось восточнее лога Бурчак, в 9 км (по прямой) к северу-северо-западу от села Ленинское.

## История
Указом ПВС Казахской ССР от 16.08.1971 года посёлку при ферме совхоза «Ленинский» присвоено наименование село Филипповка.
Решением Северо-Казахстанского облисполкома от 26.03.1981 года село исключено из учётных данных.